# Negyedik lateráni zsinat
A negyedik lateráni zsinat a tizenkettedik egyetemes zsinat, III. Ince pápa hívta össze 1215. április 19-én, majd november 11–30. között ült össze. Mivel egy fél év telt el a meghirdetéstől az összegyűlésig, sokan tudtak jelen lenni. A tanács a lateráni palotában gyűlt össze.
Fontos határozatai közül ki kell emelni a misével kapcsolatos "valóságos átlényegülés" teológiai kifejezés alkalmazását; minden eretnekség elítélését és a világi hatalmakhoz intézett felhívást a "tévtanok" kiirtására. A zsinat azt is előírta, hogy a keresztény világban élő zsidóknak és muszlimoknak megkülönböztető ruhadarabokat kell viselniük. Mindegyik döntésnek messze ható következményei lettek. 

## A zsinat
A zsinat abban a történeti helyzetben ült össze, amikor két keresztes hadjárat lezajlott. A harmadik keresztes hadjárat korlátozott eredményt hozott, a negyedik keserű tapasztalatokat. A tanács világi ügyekkel is foglalkozott. Megerősítette II. Frigyes német-római császárságát. A klérus egyhuszad jövedelmét kellett befizetni egy új keresztes hadjárat költségeire, melynek időpontját is kitűzték 1217. június 1-re. A toulouse-i grófságot rábízza Jontforti Simonra.

## Kánonok, rendeletek
Hitvallással kezdi rendeleteit. A Szentlélekről és az egyházról szóló rész bővült, a szentségek közül a keresztség és az eucharisztia hangsúlyozottan előtérbe került. A keresztség egy materia és egy igével jön létre, azaz a szentelt vízzel és a szentlélekkel. Dogmává emelkedett az a szentáldozásban, hogy a bor és kenyér Krisztus testévé és vérévé változik. A keresztelés kiszolgáltatója bárki lehet, akár laikus, sőt eretnek is keresztelhet és mindenki évente legalább egyszer végezzen szentáldozást.
3. kánon Leírja az eljárást eretnekek és védik ellen.
9. kánon Az ünnepi szertartások nyilvános helyen, ahol különböző rítusú laikusok tartózkodnak.
13. kánon Tiltja az új szerzetesrendek alapítását, nehogy a nagy változatosság zavart okozzon az egyháznak.
18. kánon A papok nem végezhetnek sebészeti beavatkozást.
19. kánon Tiltja a vízzel való áldásosztást és az izzó vassal való igazságügyi vizsgálatokat és megpróbáltatásokat.
21. kánon „Omnis utriusque sexus”. A felnőtt korú legalább évente egyszer végezze el a Szentáldozást.
50–52. kánon A házasság folyamata, a viszonyok akadályai, házasulandók kihirdetése.
78–79. kánon A zsidók és muzulmánok megkülönböztető ruhaviseletei. A keresztény fejedelmeknek intézkedést kell hozniuk, hogy Jézus Krisztus káromlását megakadályozzák.